# Кулига (Вельский район)
Кули́га — деревня в Вельском районе Архангельской области. Входит в состав муниципального образования «Попонаволоцкое».

## География
Деревня расположена в южной части Архангельской области, в таёжной зоне, в пределах северной части Русской равнины, в 97 километрах на север от города Вельска, на левом берегу реки Ваги. Ближайшие населённые пункты: на юго-западе деревня Подлевково, на востоке, на противоположенном берегу реки, посёлок Пасьва, являющийся центром муниципального образования.
Часовой пояс
Кулига, как и вся Архангельская область, находится в часовой зоне МСК (московское время). Смещение применяемого времени относительно UTC составляет +3:00.

## Население
| 2002 | 2010 | 2012 | 2014 |
| ---- | ---- | ---- | ---- |
| 9    | ↘4   | →4   | →4   |

## История
Указана в «Списке населённых мест по сведениям 1859 года» в составе Шенкурского уезда(1-го стана) Архангельской губернии под номером «2020» как «Филинская». Насчитывала 7 дворов, 34 жителя мужского пола и 34 женского.
В «Списке населенных мест Архангельской губернии на 1 мая 1922 года» поселение записано как дер. Филинская (Кулига), в которой уже 13 дворов, 51 мужчина и 52 женщины. В административном отношении деревня входила в состав Попонаволоцкого сельского общества Благовещенской волости Шенкурского уезда.
В деревне Кулига 15 июля 1915 года родился Пётр Прокопьевич Фефилов — участник Советско-финляндской и Великой Отечественной войн, Герой Советского Союза (1944), в честь которого названа улица в городе Вельске.